# Jukka Tiensuu
Jukka Tiensuu (ur. 30 sierpnia 1948 w Helsinkach) – fiński kompozytor i klawesynista.

## Życiorys
W latach 1967–1972 był uczniem Paavo Heininena na Akademii Sibeliusa w Helsinkach, gdzie uzyskał dyplom z fortepianu i kompozycji. W latach 1972–1973 kształcił się w Juilliard School of Music w Nowym Jorku. Odbył uzupełniające studia w zakresie kompozycji u Briana Ferneyhougha i Klausa Hubera we Fryburgu Bryzgowijskim, gdzie kształcił się też w zakresie muzyki barokowej i gry na klawesynie. W latach 1978–1982 był pracownikiem IRCAM w Paryżu. Od 1981 do 1983 roku był dyrektorem Biennale Sztuk w Helsinkach, w 1981 roku zainicjował festiwal muzyki współczesnej w Viitasaari. W 1989 roku został zatrudniony w pracowni badań nad muzyką komputerową na Uniwersytecie Kalifornijskim w San Diego. 
Występował jako wykonawca w Europie, Ameryce Północnej i Azji, wykonując zarówno utwory barokowe, jak i muzykę współczesną. Prowadził też działalność pedagogiczną. W 1988 roku otrzymał I nagrodę Międzynarodowej Trybuny Kompozytorów UNESCO w Paryżu za utwór Tokko.

## Twórczość
Po początkowych zainteresowaniach środkami kolorystycznymi i harmonicznymi wypracował koncepcję zespołu symfonicznego opartą na przepływach kompleksów brzmieniowych. W swojej twórczości posługiwał się różnymi technikami charakterystycznymi dla muzyki 2. połowy XX wieku, m.in. mikrotonowością i aleatoryzmem. Interesował się muzyką elektroakustyczną, stosował analizę spektralną. Jego utwory cechują się statycznością przebiegu epizodów i brakiem rozwoju dramaturgii.

## Wybrane kompozycje
(na podstawie materiałów źródłowych)

### Utwory orkiestrowe
- Largo na smyczki (1971)
- Flato na orkiestrę smyczkową (1974)
- Mxpzkl (1977)
- M na klawesyn amplifikowany, perkusję i smyczki (1980)
- Puro na klarnet i orkiestrę (1989)
- Lume na orkiestrę i taśmę (1991)
- Halo (1994)
- Plus V na akordeon i smyczki (1995)
- Vento na chór klarnetów (1995)

### Utwory kameralne
- Cadenza na flet (1972)
- Concerto da camera na wiolonczelę, flet, rożek angielski, klarnet i fagot (1972)
- 4 Etudes na flet (I 1974, II 1979, III 1979, IV 1982)
- PreLUDI, LUDI, postLUDI na gitarę (1974)
- Aspro na klarnet, puzon, wiolonczelę i fortepian (1975)
- Rubato na dowolną grupę instrumentów (1975)
- Aufschwung na akordeon (1977)
- Dolce amoroso na gitarę (1978)
- Sinistro na akordeon i gitarę (1977)
- Yang I na zespół instrumentów (1978)
- Yang II na zespół instrumentów (1979)
- Narcissus na obój i taśmę (1979)
- Le Tombeau de Beethoven na obój, wiolonczelę, fortepian i taśmę (1980)
- Prélude mesuré na klawesyn i live electronics ad libitum (1983)
- Fantango na dowolny instrument klawiszowy (1984)
- Tango lunaire na obój lub flet, klarnet, skrzypce, wiolonczelę i dowolny instrument klawiszowy (1985)
- mutta na 3 akordeony (1985–1987)
- Manaus (Ghost Sonata) na kantele (1988)
- Le Tombeau de Mozart na skrzypce, klarnet i fortepian (1990)
- Arsenic and Old Lace na klawesyn mikrotonowy i kwartet smyczkowy (1990)
- Plus I na klarnet i akordeon (1992)
- Plus II na klarnet i wiolonczelę (1992)
- Plus III na wiolonczelę i akordeon (1992)
- Plus IV na klarnet, akordeon i wiolonczelę (1992)
- oddjob na altówkę lub skrzypce lub wiolonczelę i elektronikę (1995)
- Aion na 2 akordeony (1996)
- Beat na klarnet, wiolonczelę i fortepian (1997)
- Musica ambigua na flet prosty lub flet barokowy, skrzypce barokowe, violę da gamba i klawesyn (1998)
- Ember na flet ćwierćtonowy, flet, obój, klarnet, skrzypce, altówkę i wiolonczelę (2000)
- Tri na 3 fortepiany (2001)
- Tiet na flet, flet prosty, skrzypce, wiolonczelę i klawesyn (2003)
- Umori na big-band (2004)

### Utwory fortepianowe
- Solo na fortepian i live electronics (1976)
- Prélude non-mesuré (1976)
- /L na fortepian amplifikowany na 4 ręce (1981)
- ...kahdenkesken na fortepian na 4 ręce (1983)
- Ground (1990)

### Utwory wokalno-instrumentalne
- Tanka na głos wysoki i małą orkiestrę (1973)
- Passage na sopran, zespół kameralny i live electronics (1980)
- P=Pinocchio? na sopran, flet, klarnet basowy, klawesyn, skrzypce, wiolonczelę, taśmę i komputer (1982)
- Tokko na chór męski i taśmę generowaną komputerowo (1987)

### Utwory na taśmę
- Interludes I–IV na taśmę i klawesyn ad libitum (1987)
- Prologi (1993)
- Logos I–II (1993)
- Epilogi (1993)
- Sound of Life (1993)
- Ai (1994)